# Hot Tub Time Machine 2

Logo zum Film "Hot Tub Time Machine 2"

Hot Tub Time Machine 2 (Brasil: A Ressaca 2 ) é um filme de ficção científica e comédia norte-americano de 2015, dirigido por Steve Pink e escrito por Josh Heald. O filme é estrelado por Craig Robinson, Adam Scott, Rob Corddry, Chevy Chase, Gillian Jacobs e Clark Duke. É a sequência da produção homônima de 2010.

## Elenco
- Craig Robinson ... Nick Webber
- Rob Corddry ... Lou Dorchen
- Clark Duke ... Jacob Yates Dorchen
- Adam Scott ... Adam Yates-Steadmeyer
- Chevy Chase ... Repairman
- Collette Wolfe ... Kelly Yates Dorchen
- Gillian Jacobs ... Jill
- Christine Bently ... Christine
- Kellee Stewart ... Courtney Agnew-Webber
- Bianca Haase ... Sophie
- Jason Jones ... Gary Winkle
- Kumail Nanjiani ... Brad
- Josh Heald ... Terry
- Gretchen Koerner ... Susan
- Lisa Loeb ... ela mesma
- Jessica Williams ... ela mesma
- Bruce Buffer ... ele mesmo
- John Cusack ... Adam Yates